# Gerillaslöjd
Gerillaslöjd är ett begrepp som täcker in fenomen som craftivism, stickgraffiti, virkad graffiti och städgraffiti. Begreppet myntades av journalisten Frida Arnqvist Engström  som etablerade det på allvar 2014 då boken Gerillaslöjd - Garngraffiti, DIY och den handgjorda revolutionen  gavs ut. Där definierades det som: "en kreativ mix av hantverk som placeras i det offentliga rummet på ett icke-förstörande vis. Gerillaslöjden är kreativ i material och teknikanvändning, den innehåller något slags budskap och kommenterar samtida politiska och samhälleliga händelser"
Begreppet har sedan dess fått eget liv och används av såväl stickkaféer, slöjdlärare  och i artiklar om   om dessa ämnen.